# Cogo
Cogo é uma cidade da Guiné Equatorial localizada na província de Litoral.

## Curiosidades
A cidade de Cogo aparece no livro Cromossomo 6 de Robin Cook. Nela há um complexo 